# União de Futebol da África Ocidental

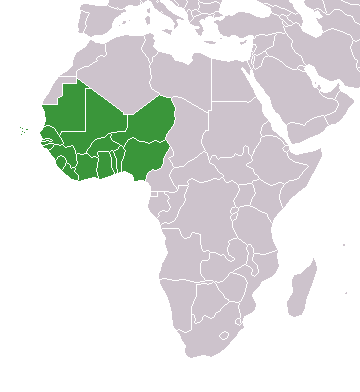
Mapa da região onde a WAFU comanda.

A União de Futebol da África Ocidental (em inglês: West African Football Union), oficialmente abreviado como UFOA ou WAFU, é uma associação de federações de futebol de países da África Ocidental. É filiada à CAF e organiza a Copa das Nações do Oeste Africano, disputada entre os seus membros. Organizava também a extinta Taça Amílcar Cabral e a Copa Interclubes da WAFU.

## Membros
Um total de 16 associações nacionais de futebol pertencem à UFOA.
| País            | Associação Nacional                                                     | Seleção |
| --------------- | ----------------------------------------------------------------------- | ------- |
| Benim           | Fédération Béninoise de Football (FBF)                                  | M, F    |
| Burquina Fasso  | Fédération Burkinabé de Football (FBF)                                  | M, F    |
| Cabo Verde      | Federação Cabo-verdiana de Futebol (FCF)                                | M, F    |
| Costa do Marfim | Fédération Ivoirienne de Football (FIF)                                 | M, F    |
| Gâmbia          | Gambia Football Association (GFA)                                       | M, F    |
| Gana            | Ghana Football Association (GFA)                                        | M, F    |
| Guiné           | Fédération Guinéenne de Football (FGF)                                  | M, F    |
| Guiné-Bissau    | Federação de Futebol da Guiné-Bissau (FFGB)                             | M, F    |
| Libéria         | Liberia Football Association (LFA)                                      | M, F    |
| Mali            | Fédération Maliénne de Football (FMF)                                   | M, F    |
| Mauritânia      | Fédération de Football de la République Islamique de Mauritanie (FFRIM) | M, F    |
| Níger           | Fédération Nigeriénne de Football (FENIFOOT)                            | M, F    |
| Nigéria         | Nigeria Football Association (NFA)                                      | M, F    |
| Senegal         | Fédération Sénégalaise de Football (FSF)                                | M, F    |
| Serra Leoa      | Sierra Leone Football Association (SLAFA)                               | M, F    |
| Togo            | Fédération Togolaise de Football (FTF)                                  | M, F    |